# پایان خدمت (فیلم)
 پایان خدمت فیلمی اجتماعی، ساخت ایران به کارگردانی حمید زرگرنژاد و نویسندگی بهروز افخمی محصول سال ۱۳۹۲ است.
امیر جدیدی و هدی زین‌العابدین اولین تجربه سینمایی خود در نقش اول با این اثر آغاز کردند و امیر جدیدی به عنوان استعداد درخشان در جشنواره فیلم فجر موفق به کسب جایزه گردید.
این فیلم در تاریخ ۲۸ بهمن ۱۳۹۴ در سینماهای ایران اکران شده‌است و منتخب جشنواره‌های بین‌المللی فیلم لندن، آسیا پاسفیک، کره جنوبی و بغداد گردیده‌است.

## داستان
این فیلم ماجرای سربازی است در روزهای پایانی خدمتش و مشکلاتی که در جاده پیش رو دارد. او برخلاف دستور مافوقش عمل می‌کند. مافوقی که با او رابطه‌ای صمیمی و پدرانه دارد. این امر باعث حوادث بعدی این فیلم می‌شود.

## بازیگران
- امیر جدیدی
- هدی زین‌العابدین
- سعید راد
- حسین سلیمانی
- رامین راستاد
- علی اوسیوند
- محمد فیلی
- سعید داخ
- فرهاد بشارتی
- پیام احمدی‌نیا

## جایزه‌ها و نامزدی‌ها
| قسمت                      | نامزد         | نتیجه    | جایزه        |
| ------------------------- | ------------- | -------- | ------------ |
| بهترین بازیگر نقش اول مرد | امیر جدیدی    | برنده    | سیمرغ بلورین |
| بهترین فیلمنامه           | بهروز افخمی   | نامزدشده | سیمرغ بلورین |
| بهترین فیلمبرداری         | علی محمدقاسمی | نامزدشده | سیمرغ بلورین |